# Дивноморскоје
Дивноморскоје (рус. Дивноморское) насељено је место са административним статусом села на југозападу европског дела Руске Федерације. Налази се у југозападном делу Краснодарске покрајине и административно припада њеном Геленџичком градском округу.
Према подацима националне статистичке службе РФ за 2010, насеље је имало 6.358 становника.

## Географија
Село Дивноморскоје се налази у југозападном делу Краснодарске покрајине, на месту где се у Црно море улива река Адербијевка. Село се налази на неких десетак километара југоисточно од града Геленџика, односно на око 240 километара северозападно од Сочија и на око 120 километара југозападно од покрајинске престонице Краснодара.
Северно од села пролази деоница федералног ауто-пута М4 „Дон” која повезује Геленџик са Сочијем. У пробалном делу насеља развијен је туризам, док се у унутрашњости налазе бројни виногради, воћњаци и повртњаци.

## Историја
Све до средине XIX века на месту садашњег насеља се налазио черкески аул Мезиб (адиг. Мэзыб). Пуних сто година, све до 1964. када добија садашњи назиц, село је било познато под званичним именом Фаљшиви Геленџик (рус. Фальшивый Геленджик).

## Демографија
Према подацима са пописа становништва 2010. у селу је живело 6.358 становника.
| 1989. | 2002. | 2010. |
| ----- | ----- | ----- |
| [ 1 ] | 5.805 | 6.358 |